# Henschel DHG 500 C
A Henschel DHG 500 C háromtengelyes dízel-hidraulikus tolatómozdony-sorozat, melyet a Henschel-Werke gyártott 1963 és 1976 között, összesen 62 példányban.

## Technikai részletek
A típust elsősorban közepes és nehéz terhelésű tolatási feladatok ellátására tervezték, de vonali szolgálatra is alkalmas. A mozdony az 1962−1963-tól kínált negyedik generációs, azaz az első kardántengelyes hajtással rendelkező Henschel-mozdonyok közé tartozik. A felépítményeket nagyobb változtatások nélkül vették át az előző generációs DH 360 Ca típustól. A mozdony robbanásbiztos változatban is elérhető volt a veszélyes területeken való használatra. Azonos külső méretekkel és más motortípussal kettő derivatív mozdonysorozatot is gyártottak, DHG 440 C (két példány) és DHG 700 C (20 példány) néven.
A Henschel DHG 500 C tengelyelrendezése C. Szolgálati tömege 39–60 tonna, illetve „speciális esetekben“ 66 tonna. A sorozatba a Henschel 12 V 1416 A típusú V12 elrendezésű, négyütemű, turbófeltöltött dízelmotorját szerelték, melynek névleges teljesítménye 500 metrikus lóerő (368 kW), a hajtómű bemeneti tengelyén 470 PS (350 kW).
A vezetőfülke két egyenlőtlen hosszúságú géptér között kapott helyet. A fülkében átlósan kettő vezetőállás van. A rövidebb géptérben a hűtőrendszer és a tüzeleőanyag-tartály, míg a hosszabban a dízelmotor, a kompresszor és a hidraulikus hajtómű található. A hajtómű és az ahhoz kapcsolt tartományváltó benyúlik a vezetőfülke alá. A vezetőfülke padlója alatt kaptak helyet az akkumulátorok is. A kettő egyenként 285 literes főlégtartály a mellvédlemezek mögé lett beépítve. A sűrített levegőt kettő Knorr „VV 100/100” típusú légkompresszor állítja elő. A mozdonyokat Voith L37 A típusú, kétfokozatú turbóhajtóművel szerelték, amely menet közben is kapcsolható. A hajtómű tolatófokozatban 30 km/h, míg vonali fokozatban 60 km/h maximális sebességet enged meg. A jobb ívfutás érdekében a középső kerékpár nyomkarimáit meggyengítették. A teljesítmény növelése érdekében a motor turbófeltöltőt kapott.
Biztonsági okokból a vezetőfülkébe nem közvetlenül oldalra, hanem a rakszelvényen belül, a járdákra nyíló ajtókon lehet bejutni. A mozdony négy sarkán található lépcsők legalsó fokát úgy alakították ki, hogy a kocsirendező a rakszelvényen belül állhasson, a mellvédlemezek által védve legyen.
Az Adam Opel AG-nek gyártott öt mozdonyt nem laprugókkal, hanem Megi-rugókkal és rugós lengécsillapítokkal szerelték.

## Üzemeltetők
A Henschel DHG 500 C-t 1963 és 1976 között 62 példányban gyártották, amelyek közül hat robbanásbiztos volt. A mozdonyok elsősorban bányavállalatokhoz és acélgyártókhoz, valamint vegyipari vállalatokhoz kerültek. A gelsenkircheni Rheinelbe Bergbau AG például tizenegy, a gladbecki Hibernia AG, Zechenbahn- und Hafenbetriebe Ruhr-Mitte pedig kilenc DHG 500 C típusú mozdonyt szerzett be. A legtöbb mozdony a Henschel szabványos kék színű festést viselte, két vízszintes díszcsíkkal az elejükön. A Ruhrkohle AG, amely 25 bányavállalat egyesülésével jött létre, 31 ilyen típusú mozdonnyal rendelkezett. A Volkswagenwerk AG három ilyen mozdonyt vásárolt a baunatali és az emdeni gyárak kiszolgálására, melyek más vállalatoknál még a 2020-as években is szolgálatban voltak. Az Adam Opel AG öt ilyen típusú mozdonyt szerzett be, amelyek kezdetben a bochumi, majd annak bezárása után, 2015-től négy példány a rüsselsheimi gyárat szolgálta ki.
| Henschel DHG 500 C-mozdonyok listája |             |                                                                |                                                                            | |
| Gyártási szám                        | Gyártás éve | Első üzemeltető                                                | Legutóbbi üzemeltető                                                       | Megjegyzés |
| 30573                                | 1963        | Rheinelbe Bergbau AG „Cd 10”                                   | Verkehrshistorische Arbeitsgemeinschaft der Dortmunder Stadtwerke e. V.    | |
| 30574                                | 1963        | Rheinelbe Bergbau AG „Cd 11”                                   | Energia e Servizi S.r.l.                                                   | |
| 30575                                | 1963        | Rheinelbe Bergbau AG „Cd 12”                                   | Dampfzug-Betriebs-Gemeinschaft e. V. „V 50.02”                             | |
| 30576                                | 1964        | Rheinelbe Bergbau AG „Cd 13”                                   | Ceprini Costruzioni S.r.l. „DD FMT RM 1756 S”                              | |
| 30577                                | 1964        | Rheinelbe Bergbau AG „Cd 14”                                   | V.A.G. Transport GmbH & Co. OHG                                            | A 2010-es években selejtezték |
| 30853                                | 1963        | Henschel-Werke GmbH (bérmozdony)                               | Westfälische Lokomotivfabrik Karl Reuschling GmbH & Co. KG                 | 2010-ben selejtezték |
| 30854                                | 1963        | Rheinelbe Bergbau AG „Cd 15”                                   | Valsecchi Armamento Ferroviario S.r.l. „L 5“                               | 2005-ben az IPE Locomotori S.r.l. felújította |
| 30855                                | 1963        | Rheinelbe Bergbau AG „Cd 16”                                   | RBH Logistics GmbH „446“                                                   | 2015-ben a leverkuseni Bender Recycling GmbH & Co. KG telephelyén ócskavasként feldarabolták |
| 30856                                | 1964        | Rheinelbe Bergbau AG „Cd 17”                                   | Salzgitter Mannesmann Stahlhandel                                          | |
| 30857                                | 1964        | Henschel-Werke GmbH (bérmozdony)                               | Dampfzug-Betriebs-Gemeinschaft e. V. „V 50.01”                             | UIC-pályaszáma: 98 80 3605 210-4 D-DEBG |
| 30858                                | 1964        | Rheinstahl Hüttenwerke AG „56”                                 | Makies AG „2”                                                              | Az LSB rádiós távvezérléssel szerelte fel. UIC-pályaszáma: 98 85 5837 825-9 CH-MAKI |
| 30859                                | 1964        | Rheinstahl Hüttenwerke AG „57”                                 | Ruhrbahn Mülheim GmbH „9“                                                  | 1999-ben az ADtranz remotorizálta és modernizálta |
| 30860                                | 1964        | Dortmunder Bergbau AG, Zeche Hansa „17”                        | ThyssenKrupp Stahl AG „405“                                                | 2003-ban egy baleset után selejtezték |
| 30861                                | 1964        | Volkswagenwerk AG, Werk Baunatal „881 118”                     | Dampfzug-Betriebs-Gemeinschaft e. V. „V 50.03”                             | |
| 30865                                | 1964        | Esso AG, Raffinerie Ingolstadt „5”                             | Deutsche Shell AG, Raffinerie Harburg-Nord                                 | Robbanásbiztos kivitel. 1984-ben selejtezték |
| 30922                                | 1964        | Neunkircher Eisenwerk AG, Werk Neunkirchen (Saar) „53”         | Saar Rail GmbH „53”                                                        | |
| 30923                                | 1964        | Henschel-Werke GmbH (bérmozdony)                               | Saar Rail GmbH „55”                                                        | |
| 30924                                | 1964        | Glaswerke Ruhr AG „1”                                          | MVV Industriepark Gersthofen GmbH „Lok 9”                                  | |
| 30925                                | 1964        | Emscher-Lippe Bergbau AG „1”                                   | Ruhrkohle AG, RAG Bahn- und Hafenbetriebe „473”                            | 1996-ban kivonták a szolgálatból, 1998-ban selejtezték |
| 30926                                | 1965        | Henschel-Werke GmbH (bérmozdony)                               | Valsecchi Armamento Ferroviario S.r.l. „L 7”                               | |
| 31072                                | 1965        | Rheinelbe Bergbau AG „Cd 18”                                   | Orione S.r.l.                                                              | |
| 31073                                | 1965        | Rheinelbe Bergbau AG „Cd 19”                                   | Westfälische Lokomotiv-Fabrik Hattingen Reuschling GmbH & Co. KG „Margitt” | 2009-ben a Westfälische Lokomotiv-Fabrik Hattingen Reuschling GmbH & Co. KG modernizálta |
| 31074                                | 1965        | Dortmunder Bergbau AG, Zeche Hansa „18”                        | Valsecchi Armamento Ferroviario S.r.l. „L 6”                               | 2006-ban az IPE Locomotori S.r.l. felújította |
| 31075                                | 1966        | Rheinelbe Bergbau AG „Cd 20”                                   | RBH Logistics GmbH „450”                                                   | 2014-ben a leverkuseni Bender Recycling GmbH & Co. KG telephelyén ócskavasként feldarabolták |
| 31076                                | 1965        | Österreichische Stickstoffwerke AG „Hans”                      | Andernach & Bleck GmbH                                                     | Robbanásbiztos kivitel. Kiállították az 1965-ös Hannover Messe rendezvényen |
| 31111                                | 1965        | Steinkohlen-Elektrizitäts-AG, Kraftwerk Herne „2”              | Aare Seeland mobil AG „837 826-7”                                          | UIC-pályaszáma: 98 85 5837 826-7 CH-asm |
| 31112                                | 1965        | Henschel-Werke GmbH (bérmozdony)                               | AG der Dillinger Hüttenwerke „D 16”                                        | |
| 31113                                | 1965        | Volkswagenwerk AG, Werk Baunatal „881 206”                     | Technischer Handel Otto Rentschler                                         | |
| 31114                                | 1965        | Emscher-Lippe Bergbau AG „2”                                   | Alstom Reuschling Service                                                  | |
| 31115                                | 1965        | Eisenwerk Maximilianshütte GmbH, Werk Haidhof „6”              | Donauchemie AG „1”                                                         | Robbanásbiztos kivitel, holléte ismeretlen |
| 31173                                | 1966        | Henkel AG „Jost”                                               | Vopak Dupeg Terminal Hamburg GmbH „3”                                      | Robbanásbiztos kivitel. Holléte ismeretlen |
| 31174                                | 1967        | Stahlwerke Südwestfalen AG, Werk Siegen-Geisweid „3”           | Rivalta Scrivia Terminal                                                   | Az IPE Locomotori S.r.l. Deutz AG gyártmányú motorháztetőt szerelt rá |
| 31175                                | 1967        | Hibernia AG, Zechenbahn- und Hafenbetriebe Ruhr-Mitte „9-500”  | IPE Locomotori S.r.l.                                                      | Holléte ismeretlen |
| 31176                                | 1966        | Dortmunder Bergbau AG, Zeche Minister Stein „36”               | I.VE.COS S.p.A.                                                            | |
| 31177                                | 1966        | Dortmunder Bergbau AG, Zeche Hansa „24”                        | Ruhrkohle AG, RAG Bahn- und Hafenbetriebe „472”                            | 1997-ben selejtezték |
| 31182                                | 1966        | Henkel AG „Alter Herr”                                         | Henkel AG „Alter Herr”                                                     | |
| 31183                                | 1966        | Hibernia AG, Zechenbahn- und Hafenbetriebe Ruhr-Mitte „7-500”  | RBH Logistics GmbH „453”                                                   | 2015-ben a leverkuseni Bender Recycling GmbH & Co. KG telephelyén ócskavasként feldarabolták |
| 31184                                | 1967        | Hibernia AG, Zechenbahn- und Hafenbetriebe Ruhr-Mitte „41-500” | Loacker Swiss Recycling AG „Em 837 909-1”                                  | UIC-pályaszáma: 98 85 5837 909-1 CH-LSR |
| 31185                                | 1966        | Hibernia AG, Zechenbahn- und Hafenbetriebe Ruhr-Mitte „8-500”  | Donauchemie AG „1”                                                         | |
| 31186                                | 1966        | Rheinpreußen AG für Bergbau und Chemie „31”                    | Ruhrkohle AG, RAG Bahn- und Hafenbetriebe                                  | 1993-ban egy baleset után selejtezték |
| 31187                                | 1966        | Rheinpreußen AG für Bergbau und Chemie „32”                    | RAG Deutsche Steinkohle AG „432”                                           | 2001-ben a Zeche Friedrich Heinrich területén letétbe helyezték, 2002-ben selejtezték |
| 31188                                | 1966        | Rheinpreußen AG für Bergbau und Chemie „33”                    | RAG Deutsche Steinkohle AG „433”                                           | 2001-ben a Zeche Niederberg területén letétbe helyezték, 2002-ben selejtezték |
| 31189                                | 1966        | Rheinpreußen AG für Bergbau und Chemie „34”                    | IPE Locomotori S.r.l.                                                      | |
| 31190                                | 1966        | Henkel AG „Hugo”                                               | Henkel AG „Hugo”                                                           | Robbanásbiztos kivitel. 1998-ban letétbe helyezték, a 2000-es években selejtezték |
| 31191                                | 1966        | Emscher-Lippe Bergbau AG „3”                                   | Alstom Reuschling Service                                                  | |
| 31202                                | 1966        | Neunkircher Eisenwerk AG, Werk Neunkirchen (Saar) „52”         | Saar Rail GmbH „52“                                                        | |
| 31231                                | 1968        | Henkel AG „Konrad”                                             | Henkel AG „Konrad”                                                         | Az 1990-es években letétbe helyezték, a 2000-es években selejtezték |
| 31232                                | 1969        | Rheinpreußen AG für Bergbau und Chemie „35”                    | Arxada AG „162“                                                            | 2014-ben az LSB Lok Service Burkhardt AG remotorizálta és modernizálta. UIC-pályaszáma: 98 85 5837 907-5 CH-ARXA                                                                                       |
| 31233                                | 1970        | Henkel AG „Persil”                                             | Henkel AG „Persil”                                                         | |
| 31234                                | 1969        | Henkel AG „Fritz”                                              | Henkel AG „Fritz”                                                          | |
| 31235                                | 1969        | Bong Mining Company „3”                                        | Bong Mining Company „3”                                                    | |
| 31236                                | 1968        | Hibernia AG, Zechenbahn- und Hafenbetriebe Ruhr-Mitte „30-500” | Arxada AG „Em 837 853-1”                                                   | Az LSB modernizálta; többek között részecskeszűrővel ellátott Deutz AG-motort, rádiós távvezérlést és perdülés- és csúszásvédelemi rendszert szereltek bele. UIC-pályaszáma: 98 85 5 837 853-1 CH-ARXA |
| 31237                                | 1968        | Hibernia AG, Zechenbahn- und Hafenbetriebe Ruhr-Mitte „43-500” | Chem Terminal                                                              | |
| 31238                                | 1967        | Adam Opel AG, Werk Bochum „7”                                  | AG der Dillinger Hüttenwerke „D 11”                                        | |
| 31239                                | 1968        | Henschel-Werke GmbH (bérmozdony)                               | Arxada AG „163”                                                            | 2014-ben az LSB Lok Service Burkhardt AG remotorizálta és modernizálta. UIC-pályaszáma: 98 85 5 837 910-9 CH-ARXA                                                                                      |
| 31240                                | 1968        | Volkswagenwerk AG, Werk Emden „884 615”                        | Gmeinder Lokomotiven GmbH (bérmozdony)                                     | |
| 31241                                | 1967        | Henschel-Werke GmbH (bérmozdony)                               | Zweckverband Donau-Hafen Deggendorf „Obelix”                               | Robbanásbiztos kivitel |
| 31245                                | 1967        | Deutsche Walzdrahtindustrie „1”                                | AG der Dillinger Hüttenwerke „D 14”                                        | |
| 31426                                | 1969        | Adam Opel AG, Werk Bochum „6”                                  | BAV Aufbereitung Herne GmbH „2”                                            | |
| 31565                                | 1972        | Adam Opel AG, Werk Bochum „7”                                  | BAV Aufbereitung Herne GmbH „7”                                            | |
| 31566                                | 1972        | Adam Opel AG, Werk Bochum „8”                                  | BAV Aufbereitung Herne GmbH „8”                                            | |
| 31676                                | 1972        | Adam Opel AG, Werk Bochum „9”                                  | BAV Aufbereitung Herne GmbH „9”                                            | |
| 31677                                | 1976        | Bong Mining Company „4”                                        | Bong Mining Company „4”                                                    | Gyártási éve bizonytalan, elképzelhető, hogy 1972-ben gyártották. A 2000-es években selejtezték |

## Fordítás
- Ez a szócikk részben vagy egészben  a   Henschel DHG 500 C című német Wikipédia-szócikk ezen változatának fordításán alapul.  Az eredeti cikk szerkesztőit annak laptörténete sorolja fel. Ez a jelzés csupán a megfogalmazás eredetét és a szerzői jogokat jelzi, nem szolgál a cikkben szereplő információk forrásmegjelöléseként.